# Шаркамен
Шаркамен је насеље у Србији у општини Неготин у Борском округу. Само место Шаркамен удаљено је 20 километара западно од Неготина. Према попису из 2022. у насељу је било 199 становника (према попису из 2011. било је 299 становника, према попису из 2002. било је 374 становника, а према попису из 1991. било је 496 становника.
Римско налазиште Врело налази се на левој обали Врелске реке, 6 km западно од села Шаркамен код Неготина. Овде се налази археолошки локалитет Царска палата Шаркамен.

## Историја
Шаркамен је село збијеног типа и, због стрмог земљишта, куће су јаче збијене, размакнуте 10 до 30 метара у два „сокака“ који су поред Шаркаменске, Врелске и Поповичке Реке. Подељено је на на Горњи и Доњи Крај у којима су куће разних родова, већином измешане. Наводно је добило име по неком шареном камену.
Шаркамен се први пут помиње 1735. године. Село Шаркамен, Scharkamen је забележено 1783. и 1784. године а 1807. године помиње се кнез Еремија Шаркамен. Године 1846. село је имало 83; 1866. 107, а 1924. године 170 кућа. По предању оснивачи села су досељени пре 200 и више година и засновали село у густој шуми и дуго времена је остало издвојено од околних насеља. Прича се да је на Селиштанцу било неколико „бурдеља“ који су се због „турског зулума“ растурили и њихови становници се преселили у Шаркамен и суседни Штубик.

## Демографија
Према последњем попису из 2022. године у Шаркамену је живело 199 становника што је за 100 мање у односу на 2011. када је на попису било 299 становника. У насељу живи 183 пунолетних становника, а просечна старост становништва износи 57,33 година (56,41 код мушкараца и 58,16 код жена).
Према подацима пописа из 2022. у насељу има 87 домаћинства, а просечан број чланова по домаћинству је 2,29 а према истом попису у насељу има 203 стамбених јединица од којих је 131 насељених.
Ово насеље је великим делом насељено Србима (према попису из 2002. године), а у последња три пописа, примећен је пад у броју становника. Према процени 1998. године село је имало између 500—600 становника, од тога 159 домаћинстава.
|  |

| Демографија | Демографија | Демографија |
| Година      | Становника  | Становника  |
| ----------- | ----------- | ----------- |
| 1948.       | 836         |             |
| 1953.       | 821         |             |
| 1961.       | 772         |             |
| 1971.       | 672         |             |
| 1981.       | 590         |             |
| 1991.       | 496         | 476         |
| 2002.       | 374         | 403         |
| 2011.       | 299         |             |
| 2022.       | 199         |             |

| Етнички састав према попису из 2002.‍ | Етнички састав према попису из 2002.‍ | Етнички састав према попису из 2002.‍ | Етнички састав према попису из 2002.‍ | Етнички састав према попису из 2002.‍ |
| ------------------------------------ | ------------------------------------ | ------------------------------------ | ------------------------------------ | ------------------------------------ |
|                                      |                                      |                                      |                                      |                                      |
| Срби                                 | Срби                                 |                                      | 369                                  | 98,66%                               |
| Хрвати                               | Хрвати                               |                                      | 1                                    | 0,26%                                |
| Мађари                               | Мађари                               |                                      | 1                                    | 0,26%                                |
| Власи                                | Власи                                |                                      | 1                                    | 0,26%                                |
| непознато                            | непознато                            |                                      | 1                                    | 0,26%                                |

| Година пописа     | 1948. | 1953. | 1961. | 1971. | 1981. | 1991. | 2002. |
| ----------------- | ----- | ----- | ----- | ----- | ----- | ----- | ----- |
| Број домаћинстава | 187   | 190   | 184   | 172   | 159   | 144   | 121   |

| Број чланова      | 1  | 2  | 3  | 4  | 5  | 6 | 7 | 8 | 9 | 10 и више | Просек |
| ----------------- | -- | -- | -- | -- | -- | - | - | - | - | --------- | ------ |
| Број домаћинстава | 25 | 33 | 22 | 15 | 10 | 9 | 4 | 2 | 1 | 0         | 3,09   |

| Пол    | Укупно | Неожењен/Неудата | Ожењен/Удата | Удовац/Удовица | Разведен/Разведена | Непознато |
| ------ | ------ | ---------------- | ------------ | -------------- | ------------------ | --------- |
| Мушки  | 153    | 37               | 96           | 13             | 7                  | 0         |
| Женски | 185    | 31               | 95           | 51             | 8                  | 0         |
| УКУПНО | 338    | 68               | 191          | 64             | 15                 | 0         |

| Пол    | Укупно                    | Пољопривреда, лов и шумарство | Рибарство                            | Вађење руде и камена | Прерађивачка индустрија       |
| ------ | ------------------------- | ----------------------------- | ------------------------------------ | -------------------- | ----------------------------- |
| Мушки  | 115                       | 64                            | 0                                    | 1                    | 18                            |
| Женски | 83                        | 65                            | 0                                    | 0                    | 5                             |
| УКУПНО | 198                       | 129                           | 0                                    | 1                    | 23                            |
| Пол    | Производња и снабдевање   | Грађевинарство                | Трговина                             | Хотели и ресторани   | Саобраћај, складиштење и везе |
| Мушки  | 1                         | 5                             | 9                                    | 1                    | 3                             |
| Женски | 0                         | 0                             | 5                                    | 1                    | 1                             |
| УКУПНО | 1                         | 5                             | 14                                   | 2                    | 4                             |
| Пол    | Финансијско посредовање   | Некретнине                    | Државна управа и одбрана             | Образовање           | Здравствени и социјални рад   |
| Мушки  | 0                         | 0                             | 2                                    | 1                    | 2                             |
| Женски | 0                         | 0                             | 1                                    | 2                    | 2                             |
| УКУПНО | 0                         | 0                             | 3                                    | 3                    | 4                             |
| Пол    | Остале услужне активности | Приватна домаћинства          | Екстериторијалне организације и тела | Непознато            | Непознато                     |
| Мушки  | 2                         | 0                             | 0                                    | 6                    | 6                             |
| Женски | 1                         | 0                             | 0                                    | 0                    | 0                             |
| УКУПНО | 3                         | 0                             | 0                                    | 6                    | 6                             |